# Premio Guglielmo Biraghi
Il Premio Guglielmo Biraghi è un premio cinematografico, istituito dal SNGCI ed assegnato annualmente a partire dal 2001 a dei giovani attori che si sono rivelati nell'ambito del cinema italiano.
Il riconoscimento, intitolato alla memoria del critico cinematografico Guglielmo Biraghi, inizialmente veniva assegnato durante il Taormina Film Fest, dal 2005 e per alcuni anni fu attribuito in occasione della Mostra del cinema di Venezia, mentre dal 2012 è stato assegnato durante le cerimonie di premiazione dei Nastri d'argento.

## Albo d'oro

### 2001-2009
- 2001
  - Jamie Bell - Billy Elliot; Regia di Stephen Daldry
  - Jasmine Trinca - La stanza del figlio; Regia di Nanni Moretti
- 2002
  - Adriano Giannini - Alla rivoluzione sulla due cavalli; Regia di Maurizio Sciarra
- 2003
  - Silvio Muccino - Ricordati di me; Regia di Gabriele Muccino
  - Nicoletta Romanoff - Ricordati di me; Regia di Gabriele Muccino
- 2004
  - Corrado Fortuna - My Name Is Tanino; Regia di Paolo Virzì' + Perdutoamor; Regia di Franco Battiato
  - Alice Teghil - Caterina va in città; Regia di Paolo Virzì
- 2005 [4]
  - Riccardo Scamarcio - Texas; Regia di Domenico Procacci + L'uomo perfetto; Regia di Luca Lucini
  - Valeria Solarino - La febbre; Regia di Alessandro D'Alatri
- 2006 [5]
  - Nicolas Vaporidis - Notte prima degli esami; Regia di Fausto Brizzi
  - Cristiana Capotondi - Notte prima degli esami; Regia di Fausto Brizzi
- 2007 [6]
  - Elio Germano - Mio fratello è figlio unico; Regia di Daniele Luchetti + N - Io e Napoleone; Regia di Paolo Virzì
- 2008 [7]
  - Luca Argentero - Lezioni di cioccolato; Regia di Claudio Cupellini
  - Andrea Miglio Risi - Grande, grosso e Verdone; Regia di Carlo Verdone
  - Valentina Lodovini - La giusta distanza; Regia di Carlo Mazzacurati
  - Isabella Ragonese - Tutta la vita davanti; Regia di Paolo Virzì
- 2009 [8]
  - Laura Chiatti - Il caso dell'infedele Klara; Regia di Roberto Faenza

### 2010-2019
- 2010[9]
  - Michele Riondino - Dieci inverni; Regia di Valerio Mieli
  - Nicole Grimaudo - Baarìa; Regia di Giuseppe Tornatore + Mine vaganti; Regia di Ferzan Özpetek
- 2011[10]
  - Francesco Di Leva - Una vita tranquilla; Regia di Claudio Cupellini
  - Vinicio Marchioni - 20 sigarette; Regia di Aureliano Amadei
  - Francesco Montanari - Sotto il vestito niente - L'ultima sfilata; Regia di Carlo Vanzina
  - Sarah Felberbaum - Il gioiellino; Regia di Andrea Molaioli
  - Chiara Francini - Maschi contro femmine; Regia di Fausto Brizzi
- 2012[11]
  - Andrea Bosca - Gli sfiorati; Regia di Matteo Rovere
  - Andrea Osvárt - Maternity Blues; Regia di Fabrizio Cattani
- 2013[12]
  - Jacopo Olmo Antinori - Io e te; Regia di Bernardo Bertolucci
  - Filippo Scicchitano - Un giorno speciale; Regia di Francesca Comencini
  - Rosabell Laurenti Sellers - Buongiorno papà; Regia di Edoardo Leo + Gli equilibristi; Regia di Ivano De Matteo + Passione sinistra; Regia di Marco Ponti
  - Giulia Valentini - Un giorno speciale; Regia di Francesca Comencini
- 2014
  - Eugenio Franceschini - La luna su Torino; Regia di Davide Ferrario + Maldamore; Regia di Angelo Longoni + Sapore di te; Regia di Carlo Vanzina
  - Matilde Gioli - Il capitale umano; Regia di Paolo Virzì
  - Sara Serraiocco - Salvo; Regia di Fabio Grassadonia e Antonio Piazza
    - Menzione speciale:
      - Davide Capone - Più buio di mezzanotte; Regia di Sebastiano Riso
      - Maria Alexandra Lungu - Le meraviglie; Regia di Alice Rohrwacher
      - Giulia Salerno - Incompresa; Regia di Asia Argento
- 2015
  - Greta Scarano - Senza nessuna pietà; Regia di Michele Alhaique
  - Simona Tabasco - Perez.; Regia di Edoardo De Angelis
    - Menzioni speciali:
      - Niccolò Calvagna - Mio papà; Regia di Giulio Base  + Un Natale stupefacente; Regia di Volfango De Biasi
      - Silvia D'Amico - Fino a qui tutto bene; Regia di Roan Johnson
- 2016
  - Leonardo Pazzagli, Alessandro Sperduti, Rimau Grillo Ritzberger e Valentina Romani  - Un bacio; Regia di Ivan Cotroneo
  - Matilda De Angelis - Veloce come il vento; Regia di Matteo Rovere
    - Menzioni speciali:
      - Moisè Curia - Abbraccialo per me; Regia di Vittorio Sindoni
- 2017
  - Brando Pacitto - L'estate addosso; Regia di Gabriele Muccino + Piuma; Regia di Roan Johnson
  - Angela Fontana e Marianna Fontana - Indivisibili; Regia di Edoardo De Angelis
  - Daphne Scoccia - Fiore; Regia di Claudio Giovannesi
    - Menzioni speciali:
      - Andrea Carpenzano - Tutto quello che vuoi; Regia di Francesco Bruni
      - Vincenzo Crea - I figli della notte; Regia di Andrea De Sica
- 2018
  - Guglielmo Poggi - Il tuttofare; Regia di Valerio Attanasio
  - Euridice Axen - Loro; Regia di Paolo Sorrentino
- 2019[13]
  - Pietro Castellitto - La profezia dell’armadillo; Regia di Emanuele Scaringi
  - Giampiero de Concilio - Un giorno all'improvviso; Regia di Ciro D'Emilio
  - Chiara Martegiani - Ride; Regia di Valerio Mastandrea
  - Benedetta Porcaroli - Tutte le mie notti; Regia di Manfredi Lucibello

### 2020-2029
- 2020
  - Giulio Pranno - Tutto il mio folle amore; Regia di Gabriele Salvatores
    - Menzione speciale:
      - Federico Ielapi - Pinocchio [14]; Regia di Matteo Garrone
- 2021
  - Jacopo Costantini, Matteo Gatta e Lodovico Guenzi - Est - Dittatura Last Minute; Regia di Antonio Pisu
- 2022
  - Filippo Scotti - È stata la mano di Dio; Regia di Paolo Sorrentino
  - Lina Siciliano - Una femmina; Regia di Francesco Costabile
- 2023
  - Leonardo Maltese - Rapito; Regia di Marco Bellocchio + Il signore delle formiche; Regia di Gianni Amelio
  - Valentina Romani - Il sol dell'avvenire; Regia di Nanni Moretti
- 2024
  - Francesco Centorame - C’è ancora domani; Regia di Paola Cortellesi
  - Rebecca Antonaci - Finalmente l’alba; Regia di Saverio Costanzo
  - Alessandro Fella - Il punto di rugiada; Regia Marco Risi
  - Yile Yara Vianello - La Chimera; Regia Alice Rohrwacher + La bella estate; Regia di Laura Luchetti[15]
  - Nicolas Maupas - La bella estate; Regia di Laura Luchetti + premio per le serie Mare Fuori e Un Professore [16]
  - Beatrice Grannò - Doc - Nelle tue mani e The White Lotus